# Daunorubicine
Pour les articles homonymes, voir DNR.
La daunorubicine est un médicament anticancéreux utilisé dans le traitement des leucémies aiguës myéloblastiques et des leucémies aiguës lymphoblastiques. Elle est commercialisée sous les noms, notamment, de Cerubidine et de Daunoxome.
La daunorubicine (DNR) issue de la fermentation de souches de Streptomyces a été la première anthracycline utilisée en pratique clinique. Elle est un agent intercalant de l'ADN provoquant un blocage de la réplication de l'ADN et la mort cellulaire préférentielle des cellules cancéreuses.
La daunorubicine a reçu sa première autorisation de mise sur le marché français en 1968 et américain en 1974.

## Historique
En 1940, Selman Waksman, un émigré ukrainien installé aux États-Unis, isole avec H.B Woodruff l'actinomycine D à partir d'un actinomycète, Streptomyces antibioticus. Ses propriétés anti-tumorales seront démontrées en 1960.
Inspirés par cette découverte, en 1963, deux groupes de scientifiques français, travaillant chez Rhône-Poulenc à Vitry-sur-Seine, et italiens, travaillant à Milan chez Farmitalia, entreprise paritaire entre Montecatini et Rhône-Poulenc, isolent indépendamment à partir de 2 souches différentes de Streptomyces (cerulorubidus et peucetius) la rubidomycine A nommée « rubidomycine » par les Français en raison de sa couleur rubis et « daunomycine » par les Italiens, noms fusionnés ensuite en 1968 en « daunorubicine ».
En 1964 son activité anticancéreuse est démontrée in vitro et en 1966 son mécanisme d'action par intercalation dans l'ADN est identifié. La même année Jean Bernard à l'hôpital Saint Louis à Paris démontre un effet clinique anticancéreux dans les leucémies aiguës lymphoblastiques et myéloblastiques.
En 1973 sera publié par un groupe américain le protocole standard dit « 7+3 » dans le traitement des leucémies aiguës myéloblastiques comprenant de la cytarabine et la daunorubicine,.

## Indications
La daunorubicine est utilisée dans le cadre de polychimiothérapies dans le traitement des leucémies aiguës.

### Leucémie aiguë myéloïde(LAM)
En traitement d'induction en association avec la cytarabine (protocole 7+3) +/- étoposide ou 6-thioguanine.
En traitement de consolidation en association avec la cytarabine haute dose.

### Leucémie aiguë lymphoblastique(LAL)
En traitement d'induction avec la L-Asparaginase, la vincristine et un corticoïde.
En traitement de consolidation avec selon le protocole la 6-mercaptopurine, le cyclophosphamide, la cytarabine ou l’étoposide.

## Mécanisme d'action
La daunorubicine comme toutes les anthracyclines peut s'intercaler entre deux paires de bases d'ADN, préférentiellement entre deux bases G-C à la suite de la formation de liaisons hydrogène spécifiques entre la daunorubicine et la guanine. Les adduits de l'ADN activent les réponses de mort cellulaire. L’interaction entre la daunorubicine et l'ADN peut être stabilisée par une liaison covalente entre celle-ci et la guanine du brin d'ADN opposé ; l'interaction est médiée par le formaldéhyde généré par les radicaux libres produits dans la cellule. Par ailleurs, de plus hauts niveaux de formaldéhyde ont été détectés dans les cellules tumorales sensibles à la daunorubicine comparées aux cellules résistantes.

## Posologie
La posologie varie de 45  à   50 mg·m-2 par jour par voie IV, trois à cinq jours, toutes les trois à quatre semaines le plus souvent. Il est recommandé de ne pas dépasser la dose cumulative totale de 600 mg·m-2.

### Population pédiatrique
Chez les enfants de plus de deux ans : le risque de cardiotoxicité apparaît à partir de la dose cumulée de 300 mg·m-2.
Chez les enfants de moins de deux ans (ou dont la surface corporelle est inférieure à 0,5 m2) : la dose cumulée maximale est de 10 mg·kg-1.

## Effets indésirables
- Toxicité cardiaque aiguë : survenant dans les 48 heures, des troubles à l'ECG peuvent apparaître, le plus souvent sans traduction clinique ;
- toxicité cardiaque chronique : liée à la dose cumulée administrée, pouvant évoluer vers l'insuffisance cardiaque congestive ;
- insuffisance médullaire : neutropénies, anémies, thrombopénies ;
- extravasation, avec risque de nécrose ;
- alopécie (90 % des cas), réversible à l’arrêt du traitement ;
- nausées, vomissements, stomatites ;
- aménorrhée, azoospermie ;
- coloration rougeâtre des urines pendant 48 heures

## Divers
La daunorubicine fait partie de la liste des médicaments essentiels de l'Organisation mondiale de la santé (liste mise à jour en avril 2013).